# Trhovky
Trhovky este o arie protejată (arie specială de conservare — SAC, sit de importanță comunitară — SCI) din Republica Cehă întinsă pe o suprafață de 17,7 ha, integral pe uscat.

## Localizare
Centrul sitului Trhovky este situat la coordonatele 49°34′59″N 14°10′28″E / 49.583056°N 14.174444°E.

## Înființare
Situl Trhovky a fost declarat sit de importanță comunitară în aprilie 2005 pentru a proteja 1 specie de animale. Situl a fost protejat și ca arie specială de conservare în august 2016.

## Biodiversitate
Situată în ecoregiunea continentală, aria protejată nu include niciun habitat protejat.
La baza desemnării sitului se află o specie protejată de  mamifere: popândău comun (Spermophilus citellus).